# Mimosoudní řešení sporů
Mimosoudní řešení sporů nebo alternativní řešení sporů (angl. Alternative Dispute Resolution, zkratkou ADR) jsou metody řešení sporů nějakou metodou, která je alternativou soudního sporu.
Například mezi takové metody patří:
- Mediace – Mediací se rozumí řešení sporu vzájemnou komunikací prostřednictvím kvalifikované osoby – mediátora, jako zprostředkovatele. Cílem je dospět k vzájemné dohodě zúčastněných stran.
- Rozhodčí řízení (arbitráž) – Alternativní řešení majetkového sporu nezávislým rozhodcem, jehož výsledkem je vydání závazného rozhodčího nálezu.
- Vyjednávání
- Ombudsman